# 半導體收音機
半导体收音机是用半导体二极管和半导体三极管制成的收音機。 

## 优点
半导体收音机相比电子管收音机，具有下列优点 ：
1. 小巧玲珑：由于半导体管的体积比电子管小得多，在很低的直流电压下就能正常地工作，因此，半导体收音机可以选用微型电器元件，缩小收音机的体积
2. 省电：电子管需要消耗大量的电能烧热灯丝，而半导体管没有灯丝，所以不需要消耗电能，只要两三伏特或更低一些的电压就可以工作了
3. 工作时间长：半导体收音机中没有发热元件（电子管收音机中的变压器和电子管都是发热元件），所以工作时间可以很长，即使忘了关闭电源，也不会发生什么意外事故。而电子管收音机连续工作的时间一般不能超过五六个小时[1]